# Dinar iemenita
El dinar iemenita (en àrab دينار يمني, dīnār yamanī, o simplement دينار, dīnār), també conegut com el dinar del Iemen del Sud, fou la unitat monetària de la Federació d'Aràbia del Sud entre 1965 i 1967, i posteriorment del Iemen del Sud fins al 1990. Quan aquest estat es va unificar amb el Iemen del Nord el 22 de maig, el dinar va continuar tenint valor legal fins a la fi del 1996. Tenia el codi ISO 4217 YDD i se subdividia en 1.000 fils (فلس, fils).
Fou introduït el 1965 en substitució del xíling de l'Àfrica Oriental a raó de 20 xílings per dinar, amb què equivalia a la lliura esterlina. Va ser substituït definitivament pel rial iemenita el 1996, a raó de 26 rials per dinar.
Emès pel Banc del Iemen (مصرف اليمن Maṣraf al-Yaman), al moment de la seva desaparició en circulaven monedes de 2½, 5, 10, 50, 100 i 250 fils i bitllets de 500 fils i d'1, 5 i 10 dinars.